# Songyuan, Guangdong
Songyuan (kinesiska: 松源) är en köping i sydöstra Kina. Den ligger i stadsdistriktet Meixian i staden Meizhou i provinsen Guangdong, omkring 360 kilometer nordost om provinshuvudstaden Guangzhou. Antalet invånare är 26 968. Befolkningen består av 13 735 kvinnor och 13 233 män. Barn under 15 år utgör 17,0 %, vuxna 15-64 år 68 %, och äldre över 65 år 14,0 %.